# Jorge Scartezzini
Jorge Tadeo Flaquer Scartezzini GOMM (São Paulo, 23 de fevereiro de 1937) é um advogado, magistrado e procurador brasileiro. Foi ministro do Superior Tribunal de Justiça (STJ) de 1999 a 2007.
É irmão do também ex-ministro do STJ, Cid Flaquer Scartezzini.

## Carreira
Jorge Scartezzini formou-se em direito pela Universidade de São Paulo (USP) em 1960 e concluiu pós-graduação em direito civil pela Pontifícia Universidade Católica de São Paulo (PUC-SP).
Lecionou no Instituto de Ensino Superior Senador Flaquer, nas Faculdades Metropolitanas Unidas (FMU) e no Centro Universitário de Brasília (CEUB).
Atuou como advogado na capital paulista e nas cidades da região do ABC entre 1961 e 1974, tendo sido procurador do município de São Paulo de 1973 a 1974.
Ingressou na carreira da magistratura como juiz federal em 1974. Foi juiz efetivo do Tribunal Regional Eleitoral de São Paulo (TRE-SP) de 29 de março de 1983 a 28 de março de 1986. Em 30 de março de 1989, foi promovido ao cargo de juiz do Tribunal Regional Federal da 3ª Região (TRF-3), do qual foi presidente entre 1997 e 1999.
Tornou-se ministro do Superior Tribunal de Justiça em 30 de junho de 1999, tendo sido nomeado para a vaga aberta pela aposentadoria de seu próprio irmão, Cid Flaquer Scartezzini. Em 2001, Scartezzini foi admitido pelo presidente Fernando Henrique Cardoso à Ordem do Mérito Militar no grau de Comendador especial, sendo promovido pelo mesmo no ano seguinte ao grau de Grande-Oficial.
Aposentou-se em 22 de fevereiro de 2007.